# Ketakandriana Rafitoson
 (juin 2024).
 (juin 2024).
Ketakandriana Rafitoson
Ketakandriana Rafitoson allias Ke, née à Antananarivo, Madagascar, est une personnalité engagée dans la promotion de la démocratie et des droits de l'homme. 

## Études
Après avoir obtenu son diplôme en sciences politiques à l'Université catholique de Madagascar, elle fut sélectionnée pour servir en tant que juge au sein du système judiciaire de son pays. Cependant, confrontée à un niveau de corruption alarmant au sein de l'organisation, elle démissionna et entreprit un programme de master.
Durant cette période, Rafitoson s'orienta vers le secteur de l'énergie en tant que consultante, où elle entra en contact avec des membres de la communauté jésuite. Ces derniers la recommandèrent au Centre international pour l'action non violente lors du Fletcher Summer Institute de l'Université Tufts.
En 2013, elle fonda Wake Up Madagascar dans le dessein de catalyser un mouvement révolutionnaire au sein de son pays. Toutefois, confrontée à des frustrations croissantes quant au niveau de corruption persistant, elle démissionna de son poste de consultante en énergie en 2018.
Son engagement pour la transparence et la bonne gouvernance la conduisit à être contactée par Transparency International pour diriger leur bureau à Madagascar, poste qu'elle accepta. En 2019, elle compléta son parcours académique en obtenant un doctorat.
L'histoire de Ketakandriana Rafitoson illustre son dévouement inébranlable envers les valeurs démocratiques et son combat incessant contre la corruption, faisant d'elle une figure éminente dans le paysage politique et social de Madagascar. Recemment, elle a été nommée directrice excecutive chez Publiez ce que vous payez.

## Engagement
2012 : Ke fonde le programme Women and Youth’s League for Democracy (WYLD).
Elle est aussi membre de Young African Activist Network (YAAN).

## Médias
- Ketakandriana Rafitoson : « Si les Malgaches sont misérables aujourd’hui, ce n’est pas la faute de la France »

- Que la lumière soit

- Ketakandriana Rafitoson. Je me suis fait l’idée qu’elle a voulu paraître plus que transparaître

## Conférences
- Qui est Ketakandriana Rafitoson ?

- Madagascar : Ketakandriana Rafitoson, Transparency International Madagascar

- Emission Baraingo 2 "Combattre la corruption et l'impunité à Madagascar" - Ketakandriana Rafitoson

- Ketakandriana RAFITOSON : Historique, évolution et redéfinition de la société civile malgache

- ketakandriana rafitoson biographie

- Ketakandriana Rafitoson | Building People Power Against Corruption in Madagascar

- Human Rights Defender's Story: Ketakandriana Rafitoson from Madagascar